# Caudron C.280
Pour les articles homonymes, voir Phalène.
Le Caudron C.280 Phalène était un avion utilitaire civil construit en France dans les années 1930. 

## Histoire
Le type s'est avéré populaire sur le marché civil, avec un certain nombre de vols longue distance organisés pour le promouvoir. L'armée française a également acheté un certain nombre d'exemplaires sous les désignations C.400 et C.410. 
Un Caudron C.286  des forces armées loyales à la Seconde République espagnole a été capturé par la faction nationaliste et utilisé comme avion de liaison pendant la guerre civile espagnole.

## Description
Il s'agissait d'un monoplan à ailes hautes et contreventées de configuration classique avec un train classique fixe. 
La structure était entièrement en bois, avec la partie avant du fuselage recouverte de contreplaqué et le reste de l'avion recouvert de tissu.
Le pilote et deux ou trois passagers étaient placés dans une cabine fermée.
Les phalènes sont des papillons de la famille des Geometridae.

### Variantes
Le Caudron C.280 a été produit à plus de 250 exemplaires en de très nombreuses versions.
- C.280
  - C.280 - Prototypes équipés du moteur à pistons de Havilland Gipsy II (Cinq construits).
  - C.280/2 - Monoplan de tourisme léger à quatre places, propulsé par un moteur à pistons Renault 4Pdi de 108 kW ou 145 ch (21 construits).
  - C.280/6  - Quadriplace. Cette version avait des bouts d'ailes arrondis. Moteur Salmson 9Nc de 9 cylindres en étoile développant 135 ch (Un seul a été construit)[3].
  - C.280/9 - idem C.280/6 - Le fuselage a été allongé de 20 cm (3 construits).
  - C.280/4 - Equipé de doubles commandes, de fentes de bord d'attaque automatiques et de volets (9 construits).
- C.282
  - C.282 Super Phalène - Propulsé par un moteur à pistons de Havilland Gipsy Major (11 construits).
  - C.282/8 - Version de série définitive, équipée d'un moteur à pistons Renault 4Pdi de 108 kW (120 ch). Similaire au C.282/2. (89 construits, plus trois conversions)[4].
  - C.282/10 - Equipé de l'hélice Merville série 601.
- C.286
  - C.286 - Propulsé par un moteur à pistons de Havilland Gipsy III (11 construits).
  - C.286/2 - Bouts d'ailes arrondis ajustés (10 construits)
  - C.286/2.S4 et C.286/3.S4 - Versions spéciales de luxe, alimentées par le moteur à pistons de Havilland Gipsy Major I (10 construits).
  - C.282/4 Super-Phalène - (5 construits)
  - C.286/5 Super-Phalène - Cette version était équipée d'un moteur à pistons de Havilland Gipsy III (1 construit).
  - C.286/6 Super-Phalène - Cette version était équipée d'un moteur à pistons de Havilland Gipsy Major de 4 cylindres en ligne inversés développant 120 ch. Elle était également équipée d'une hélice Merville 501 (5 construits)[5].
  - C.286/7 Super-Phalène - Equipé d'une hélice à pas variable Ratier série 1175 (8 construit).
  - C.286/8 Super-Phalène - Le fuselage a été légèrement allongé, il était propulsé par un moteur à pistons de Havilland Gipsy Major (4 construits).
  - C.286/9 Super-Phalene - Le fuselage était légèrement plus court. (Un construit)
- C.289
  - C.289/2 - Propulsé par un moteur à pistons radiaux Hispano-Suzia 5Q de 112 kW - 150 ch (5 construits). Aux commandes de l'un d'eux, Pierre Pharabod accomplit un raid Paris-Tananarive en 5 jours et 20 heures en traversant le sahara algérien en avril 1933[6].
- C.400
  - C.400 - Version militaire. 40 ont été construits pour l'armée de l'air française. 29 d'entre eux furent remis à des « sections d’aviation populaire » (SAP).
  - C.401 - Plusieurs C.400 ont été modifiés pour un usage civil pendant les années d'après-guerre.
  - C.410 - Version militaire, propulsée par un moteur à pistons Renault 4Pdi de 104 kW - 140 ch (11 construits).
- C.344 Phalène Junior : Ce prototype très léger (245 kg à vide) version raccourcie (5,55 m de long) du C.280 a été construit en 1933. Cette "avionnette" à moteur Chaise de 25-30 ch préfigurait les ULM d'aujourd'hui (1 construit)[7].

### Opérateurs
- - Force Publique.
- - Force aérienne française.
- - Seconde République espagnole - Opérateur civil - Caudron C.286 n° EC-ZZZ.
- - Force aérienne nationaliste espagnole.
- - Aéroclub de Lituanie (n° LY-LAU)[8]

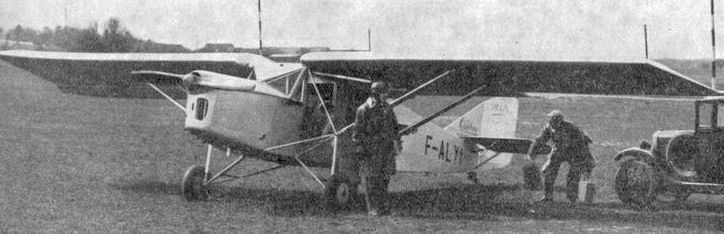
Caudron C.280 Phalène photo prise au salon "l'Aérophile" - Mai 1932.
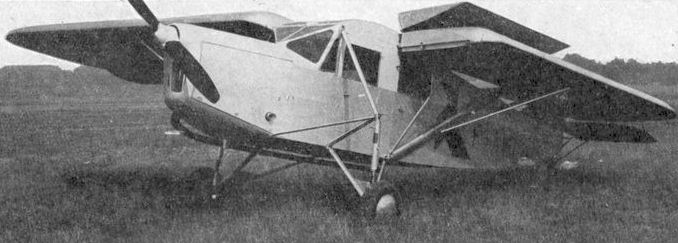
Caudron C.286 photo prise au salon "l'Aérophile" - 1932.